# Zhutan (köpinghuvudort i Kina, Jiangxi Sheng, lat 28,05, long 114,16)
Zhutan är en köpinghuvudort i Kina. Den ligger i provinsen Jiangxi, i den sydöstra delen av landet, omkring 180 kilometer sydväst om provinshuvudstaden Nanchang. Antalet invånare är 60 272. Befolkningen består av 29 713 kvinnor och 30 559 män. Barn under 15 år utgör 31 %, vuxna 15-64 år 62 %, och äldre över 65 år 5,0 %.
Runt Zhutan är det tätbefolkat, med 343 invånare per kvadratkilometer. Närmaste större samhälle är Cihua, 13,8 km väster om Zhutan. I omgivningarna runt Zhutan växer i huvudsak blandskog.
Genomsnittlig årsnederbörd är 2 205 millimeter. Den regnigaste månaden är maj, med i genomsnitt 372 mm nederbörd, och den torraste är oktober, med 50 mm nederbörd.